# Danexit

Localização da Dinamarca na UE

Danexit (ou Dexit) é um Neologismo para a hipótese retirada da Dinamarca da União Europeia (UE), conforme proposta pelos populistas e nacionalistas de direita dinamarqueses nos moldes do Brexit. A palavra é análoga ao termo Brexit, que significa a saída do Reino Unido da UE e, portanto, é uma palavra de mala de 'Dan' (para Dinamarca) e 'exit' (inglês para 'partida').

## História
A Dinamarca é membro da UE desde 1973. Os dinamarqueses votaram contra o Tratado de Maastricht em 1992, que teve de ser renegociado depois de Copenhaga ter votado não. Em 2000, foi decidido por uma margem estreita não introduzir o euro como a nova moeda. De acordo com os inquéritos, a maioria dos inquiridos pretende permanecer na UE. A Comissão Europeia realiza sondagens de opinião anuais que mostram que entre metade e três quartos dos inquiridos são a favor de permanecer na UE. Apenas num inquérito de 2016 realizado pelo instituto de opinião privado A4V, liderado pelo deputado do Folkeparti (DF) dinamarquês Erik Høgh-Sørensen, um terço dos inquiridos preferiu discutir as relações com o seu país para decidir se a Grã-Bretanha deveria sair. Também aqui, 27% dos inquiridos eram a favor de uma saída imediata da UE e 30% dos inquiridos eram a favor de permanecer na UE, enquanto 43% não queriam comprometer-se com isso ou não tinham opinião sobre o assunto.
Uma possível saída da Dinamarca da UE é apoiada por alguns políticos do populista de direita Dansk Folkeparti. Tal como os outros partidos, o partido liberal Venstre é contra a saída da UE. Os representantes dos populistas de direita dinamarqueses já tinham apelado à realização do seu próprio referendo sobre a saída da UE no período que antecedeu a votação britânica em 23 de junho de 2016. O deputado dinamarquês Kenneth Kristensen Berth disse numa entrevista de 2016: “Neste momento estamos à espera dos resultados das negociações britânicas com a UE; sobre que relação a Grã-Bretanha estabelecerá com a UE. Estou certo de que o resultado será tal que poderá ser interessante que os eleitores dinamarqueses também votem a favor. Morten Messerschmidt, também membro do Folkeparti dinamarquês, previu no início de 2020 que o seu país deixaria a União Europeia dentro de dez anos. Ele disse acreditar que o Brexit seria um grande sucesso.

## Opiniões políticas
A página do Facebook lista aproximadamente 11.000 dinamarqueses que querem deixar a União Europeia. Este grupo no Facebook foi criado em 14 de julho de 2019 e é composto por 5 administradores e moderadores.

## Pesquisas de opinião
| Executado em      | Realizada por     | Fique à frente | Antes da partida         | Sem opinião                                      |     |     |     |
| ----------------- | ----------------- | -------------- | ------------------------ | ------------------------------------------------ | --- | --- | --- |
| Executado em      | Realizada por     | Março de 2023  | YouGov/Eurotrack         | Sem opinião                                      | 68% | 16% | 16% |
| Fevereiro de 2021 | YouGov/Eurotrack  | 62%            | 23%                      | 12%                                              |     |     |     |
| Abril de 2020     | Sentio            | 39%            | 39%                      | 22%                                              |     |     |     |
| Novembro de 2019  | Eurobarometer     | 63%            | 26%                      | 11%                                              |     |     |     |
| Abril de 2019     | Sentio            | 41%            | 43% Noordse samenwerking | 2%                                               |     |     |     |
| Novembro de 2018  | Eurobarómetro     | 60%            | 31%                      | 9%                                               |     |     |     |
| Novembro de 2017  | Eurobarómetro     | 52%            | 37%                      | 11%                                              |     |     |     |
| Novembro de 2016  | Eurobarómetro     | 57%            | 39%                      | 4%                                               |     |     |     |
| Março de 2016     | Analyseenheden 4V | 30%            | 27%                      | 34% Wacht af en beslis later 9% Ik weet het niet |     |     |     |
| Novembro de 2015  | Eurobarómetro     | 65%            | 30%                      | 5%                                               |     |     |     |
| Novembro de 2014  | Eurobarómetro     | 73%            | 25%                      | 2%                                               |     |     |     |
| Novembro de 2013  | Eurobarómetro     | 75%            | 22%                      | 3%                                               |     |     |     |